# 전일범
전일범(1962년 1월 1일 ~ )은 대한민국의 배우이다.

## 출연작

### 영화
- 《소녀괴담》 (2014년) - 아영 부 역
- 《조선미녀삼총사》 (2014년) - 중년사내 역
- 《야관문: 욕망의 꽃》 (2013년) - 부장 역
- 《발걸음》 (2012년)
- 《촌철살인》 (2011년) - 경찰 역
- 《홍길동의 후예》 (2008년) - 탐관오리 역
- 《달려라 자전거》 (2008년) - 승휘 담임 역
- 《특별시 사람들》 (2007년) - 자치회장 역
- 《한반도》 (2006년) - 행정자치부장관 역
- 《로망스》 (2006년) - 호텔 경찰관 역
- 《왕의 남자》 (2005년) - 윤지상 역
- 《잠복근무》 (2005년) - 터진 남 역
- 《공공의 적 2》 (2005년) - 안테나 역
- 《누구나 비밀은 있다》 (2004년) - 클럽 손님 1 역
- 《스물일곱송이 장미》 (1992년) - 미쓰 송 남편 역

### 드라마
- 《전생에 웬수들》 (2017년 ~ 2018년, MBC) - 남 배우 역
- 《어셈블리》 (2015년, KBS2)
- 《전설의 마녀》 (2014년~2015년, MBC) - 공인중개사 역
- 《정도전》 (2014년, KBS1) - 회진현령 역
- 《투윅스》 (2013년, MBC) - 마을 이장 역
- 《나인: 아홉 번의 시간여행》 (2013년, tvN) - 열쇠 수리공 역
- 《백년의 유산》 (2013년, MBC) - 운전면허시험 면접관 역
- 《마의》 (2012년, MBC)
- 《신의 퀴즈 3》 (2012년, OCN) - 김영복의 이웃주민 역
- 《보스를 지켜라》 (2011년, SBS) - 마트 점장 역
- 《시티헌터》 (2011년, SBS) - 부장검사 역
- 《반짝반짝 빛나는》 (2011년, MBC) - 황남봉의 친한 동생 역
- 《신기생뎐》 (2011년, SBS) - 식당 주방장 역
- 《동정부부 요안 루갈다》 (2010년, 평화방송) - 유관검 역
- 《웃어라 동해야》 (2010년, KBS1)
- 《자이언트》 (2010년, SBS)
- 《아가씨를 부탁해》 (2009년, KBS2) - 클럽 사장 역
- 《파트너》 (2009년, KBS2) - '프린스 가정부'를 만든 남자 역
- 《선덕여왕》 (2009년, MBC)
- 《솔약국집 아들들》 (2009년, KBS2) - 종교단체에 속한 남자 역
- 《꽃보다 남자》 (2009년, KBS2) - 인조희 역
- 《신의 저울》 (2008년, SBS) - 황보중의 비서 역
- 《최강칠우》 (2008년, KBS2) - 한성부 종사관 역
- 《일지매》 (2008년, SBS)
- 《뉴하트》 (2007년, MBC)
- 《거침없이 하이킥》 (2007년, MBC)
- 《이산》 (2007년, MBC)
- 《왕과 나》 (2007년, SBS)
- 《한성별곡》 (2007년, KBS2) - 신성두 역
- 《마왕》 (2007년, KBS2) - 부검의 역
- 《외과의사 봉달희》 (2007년, SBS) - 박재범이 퇴원시켜버린 환자의 아들 역
- 《연개소문》 (2006년, SBS) - 힐리가한 역
- 《얼마나 좋길래》 (2006년, MBC)
- 《어느날 갑자기》 (2006년, SBS) - 영철 역
- 《MBC 베스트극장 - 사랑해, 아줌마》 (2006년, MBC)
- 《내 이름은 김삼순》 (2005년, MBC) - 삼순의 맞선남 역
- 《제5공화국》 (2005년, MBC) - 장승옥 부국장 역
- 《부활》 (2005년, KBS2) - 단란주점 업주 역
- 《불멸의 이순신》 (2004년, KBS1) - 도쿠가와 이에야스 역